# Balián de Arsuf
Balián de Ibelín (1239-29 de septiembre de 1277) fue el Señor de Arsuf desde 1258 hasta, probablemente, 1261, cuando lo vendió a los Caballeros Hospitalarios. Era el hijo y sucesor de Juan de Ibelín, Señor de Arsuf, y de Alicia de Haifa. Cuando vendió Arsuf al Hospital, estos se encargaron de los seis caballeros y veinte sargentos que allí trabajaban.
Se casó en 1254 con Placencia de Antioquía, viuda de Enrique I de Chipre. Al no tener hijos con ella, la repudió en 1258, y se trasladó desde Antioquía a Trípoli. Fue nombrado Condestable de Jerusalén, al igual que su padre, título que ostentó hasta el día de su muerte. Hugo III de Chipre le nombró Bailío, y ejerció de Regente de Jerusalén hasta su regreso desde Chipre en octubre de 1276. Hugo reclamó el trono real, sin embargo el título tenía otro candidato, Carlos de Anjou, que envió en 1277 a Acre a su Bailío, Roger de San Severino.
Inicialmente Balián se negó a dejar entrar a Roger en la ciudadela, hasta que los documentos legales no estuvieran firmados por Carlos, María de Antioquía (pretendiente), y el Papa Juan XXI. Los Caballeros Hospitalarios y Juan de Versalles, Patriarca de Jerusalén se negaron a intervenir. Para evitar la guerra, permitió la entrada a Roger, proclamándose Carlos como Rey de Jerusalén.
En 1261 se casó con Lucia de Chenechy con la que tuvo a:
- Juan († 1309)
- Juana de Ibelín, casada con Balduino de Morf, Señor de Stambole
- Ermelina de Ibelín

Murió el 29 de septiembre de 1277, dato conocido por una copia de los Annales de Terre Sainte. Le sucedió su hijo Juan de Arsuf (1277–1309), que se casó con Isabel de Ibelin, hija de Balián, senescal de Chipre.